# Radigost
Radigost je možda bio zapadnoslavenski bog. Spominje ga Adam Bremenski u djelu Gesta Hammaburgensis ecclesiae pontificum. On je prepričao Thietmarove navode o postojanju hrama plemena Redarijaca u gradu Riedegost gdje je štovan bog Zuarasic. Adam Bremenski ne spominje Redarijace, grad navodi pod imenom Retra koje dolazi od imena tog plemena, a boga Zuarasic navodi pod imenom Radigost. Nepoznato je je li Adam Bremenski kriv za te greške ili je kriv narod koji je zbrkao ta imena nakon uništenja hrama.